# Palacio Real de Casablanca
El Palacio Real de Casablanca es la principal residencia real del Rey de Marruecos en Casablanca, Marruecos, concretamente en el barrio de Hubous. Fue construido en la década de 1920, durante el protectorado francés. Sus arquitectos fueron los hermanos Louis-Paul y Félix-Joseph Pertuzio, con diseño de jardín de Jean-Claude Nicolas Forestier. Fue reformado bajo el reinado de Hasán II por el diseñador André Paccard.

Es un palacio de estilo neoárabe. La puerta principal del palacio consta de un gran pórtico de tres arcos de herradura, con la puerta central en oro metálico y esculpida con motivos geométricos, coronada por una cubierta vegetal.

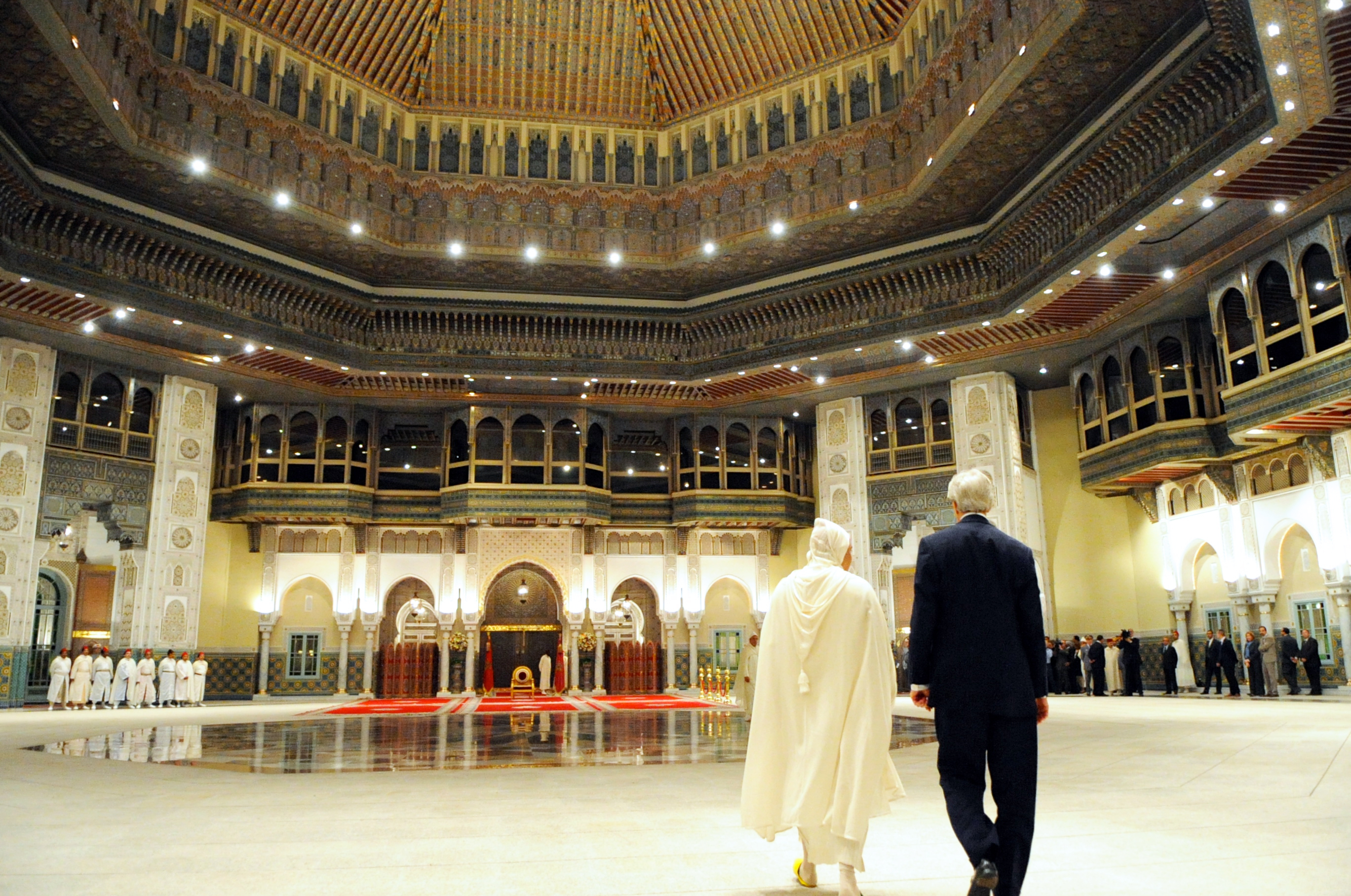
Sala ceremonial del interior del palacio, fotografiada en 2014 durante una visita del Secretario de Estado de Estados Unidos, John Kerry

Es considerado el segundo lugar real más importante de Marruecos tras el Dar al-Majzén de Rabat. Ha sido sede de importantes acontecimientos. Entre ellas se incluyen la cuarta cumbre de la Organización de Cooperación Islámica en 1984, y la reunión de Hasán II con el papa Juan Pablo II en 1985, la primera vez que un papa visitó un país musulmán por invitación de un líder islámico. El Palacio Real no se encuentra abierto al público.